# Kadam

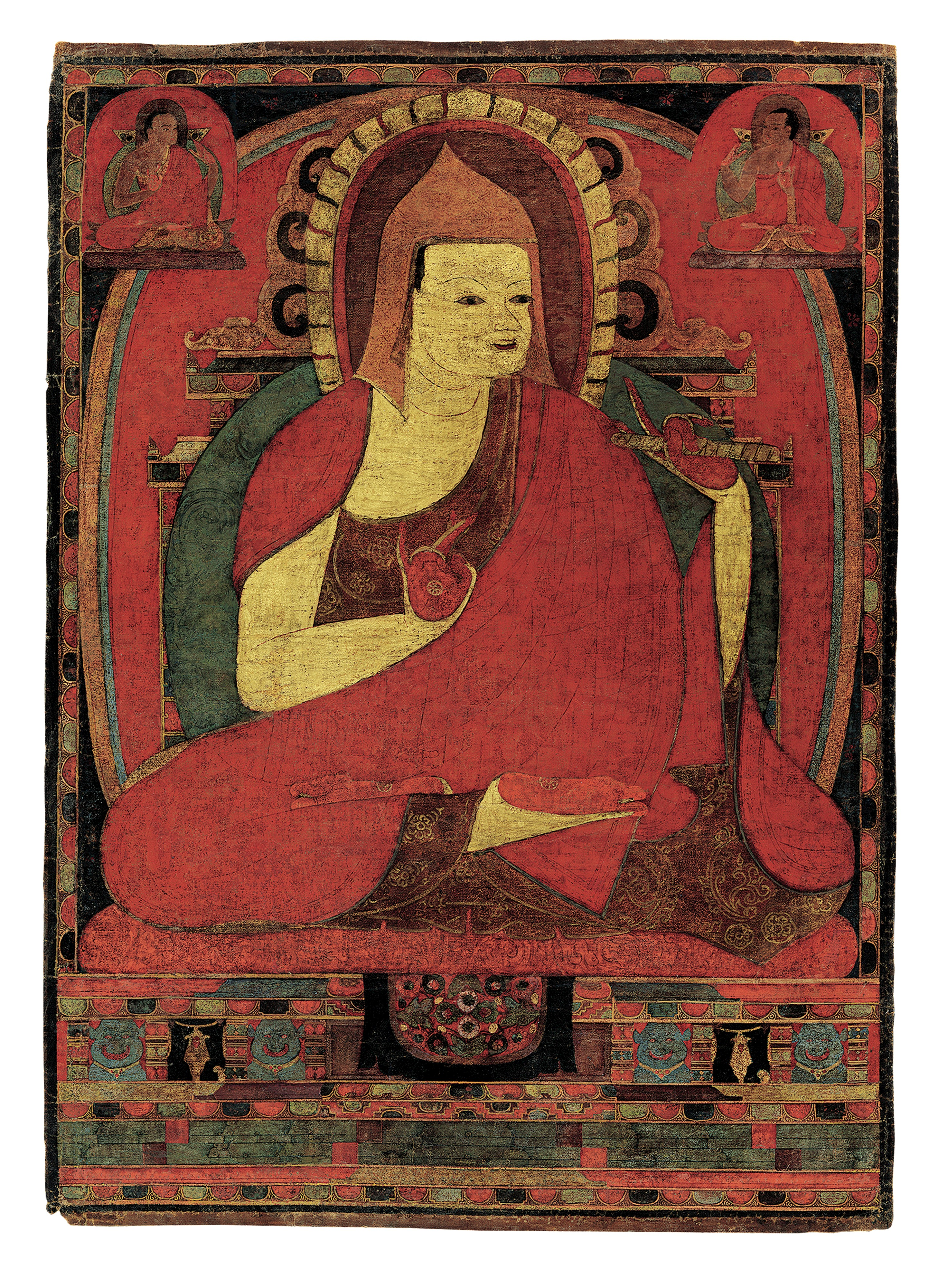
Pintura tibetana de Atiśa

La escuela Kadam (tibetano: བཀའ་གདམས་པ་, Wylie: bka' gdams pa) o Tradición Kadampa del budismo tibetano fue una tradición budista que existió aproximadamente entre el año 1000 hasta el año 1300, que después se convirtió en la actual Tradición Gelup.
Fundada por el gran maestro bengalí Atiśa (982-1054) y sus alumnos como Dromtön (1005-1064), un maestro laico budista tibetano. Los maestros kadampa hacían hincapié en la compasión, la disciplina pura y el estudio.
Las enseñanzas más importantes de esa tradición eran las enseñanzas graduadas sobre el camino Mahayana. Estas presentaciones especiales se conocieron como Lojong (entrenamiento de la mente) y Lamrim (etapas del camino). Los maestros kadampas como Atiśa también promovieron el estudio de la filosofía madhyamaka. Según Ronald M. Davidson, "la llegada de Atiśa al Tíbet en 1042 fue el momento umbral de la eflorescencia del budismo y proporcionó una base estable para la erudición monástica durante los siguientes mil años.
Después de tres siglos el Lama Tsongkhapa (1357-1419) revolucionó el budismo tibetano, expuso las enseñanzas de Atisha con un nuevo orden dando igual importancia a las enseñanzas del sutra como a las del tantra (camino rápido a la iluminación). Desde ese momento sus discípulos Kadampa se dieron a conocer como Tradición Gelug o también Nueva Tradición Kadampa, sumándose a las nuevas escuelas tibetanas Nyingma, Kagyu y Sakya.
La  "Nueva Tradición Kadampa" fundada en el Reino Unido en 1991 por el maestro Gueshe Kelsang Gyatso, aunque basada en las enseñanzas de Yhe Tsongkhapa, está adaptada a la cultura occidental para facilitar su estudio y entendimiento en esta parte del mundo; por ejemplo, no hace uso de rituales tradicionales gelugpa como el de la adivinación o profetización de un oráculo, o la identificación de la persona renacida como Dalai Lama. Pero, en esencia, la Nueva Tradición Kadampa aplica las enseñanzas de Yhe Tsongkhapa. 

## Historia
Formalmente el budismo se introdujo al Tíbet durante el Imperio Tibetano (siglos VII-IX). Las escrituras budistas de la India se tradujeron por primera vez al tibetano bajo el reinado de Songtsän Gampo (618-649 EC). Este periodo se denomina como Primera difusión (siglos VII-IX).
Un descenso en la influencia budista comenzó bajo el rey Langdarma (r. 836-842), y su muerte fue seguida por la "Era de la Fragmentación", un período de desunión y conflicto durante los siglos IX y X. Durante esta era, la centralización política del imperio tibetano se derrumbó.
En 1037, el gran erudito indio Atisha (982-1054) llega al Tíbet por invitación de un príncipe llamado Jangchub O, dando origen a un renacimiento del budismo y a la llamada Segunda difusión (siglos X-XII). En esta época se forman grandes lamas que fueron conocidos como maestros Kadampas, dando origen a la Tradición Kadampa.
El poema de Atiśa, Lámpara para el Camino de la Iluminación (Bodhipathapradīpa; Tib. Byang chub lam sgron) fue un texto influyente que explica las etapas del camino hacia la Budeidad. También ayudó a traducir algunos textos al tibetano, enseñó budismo y escribió sobre la práctica de vajrayana. La enseñanza de Atiśa se centró principalmente en presentar un sistema budista mahayana completo, y sus numerosas obras explican temas básicos como la bodhicitta, las seis perfecciones, las dos verdades, el surgimiento dependiente, el karma y la filosofía madhyamaka.
Con el tiempo, atrajo a varios estudiantes a su alrededor, incluido el influyente Dromtönpa Gyelwé Jungné, que convenció a Atiśa para que se quedara en el Tíbet indefinidamente. Este círculo budista formó parte de la "difusión posterior" del budismo en el Tíbet. Con el tiempo, la tradición pasó a conocerse como Kadampa. El nombre significa aquellos que enseñan las escrituras budistas (bka) mediante instrucciones personales (gdams).
Tras la muerte de Atiśa en 1054, su principal discípulo Dromtön fue el principal líder de la tradición Kadam. Fundó el monasterio de Radreng en 1056. Otro alumno importante fue Ngog Legpai Sherab, que fundó Sangpu Neutog en 1071. Según Sam Van Schaik, "ambos monasterios siguieron el principio de Atiśa de combinar la práctica de la meditación tántrica con una firme adhesión al código monástico y con una rigurosa erudición". El Monasterio Réting estaba situado en el valle de Reting Tsangpo, al norte de Lhasa. Los cercanos valles de Phenpo Chu y Gyama también albergaban muchos grandes monasterios kadampa.
Los tres principales alumnos de Dromtön fueron Po to ba Rin chen gsal (Potowa), Spyan mnga' ba Tshul khrims 'bar (Chen Ngawa) y Bu chung ba Gzhon nu rgyal mtshan (Bu chungwa). De estos tres provienen los principales linajes de enseñanza de Kadam: (1) el linaje de los tratados autorizados (gzhung), (2) el linaje de la instrucción esencial (gdams ngag), y (3) el linaje de la instrucción oral (man ngag), respectivamente. Estos "tres hermanos", como se les conoció, viajaron por el Tíbet central enseñando y promoviendo a la orden kadam.
Durante los siglos XI y XII especialmente, el monasterio de Sangpu se convirtió en la institución kadampa dominante, conocida por su erudición. Según Van Schaik, "Sangpu se convirtió en el centro del renacimiento de la escolástica budista tibetana". Mantenía un plan de estudios que abarcaba prajñāpāramita, pramāṇa, vinaya y abhidharma. Otro monasterio kadam influyente para la erudición budista fue el monasterio Narthang, que fue establecido en 1153 por Tumtön Lodrö Drak (ca. 1106-66). Según Thupten Jinpa, estos dos centros escolásticos "llegaron a dominar el estudio del aprendizaje budista indio clásico, especialmente en epistemología, psicología y fenomenología del abhidharma, la investigación escolástica de la perfección de la literatura de la sabiduría y la filosofía del camino medio de la vacuidad".
Debido a la influencia y prominencia de otras escuelas budistas tibetanas como la Sakya, la Gelug y la Kagyu, Kadam dejó de existir como tradición independiente a finales del siglo XVI y sus monasterios y linajes fueron absorbidos por las otras escuelas.
En el siglo XIII, Je Tsongkhapa (c. 1357 - 1419), un gran erudito tibetano, yogui y gran reformador, reunió los tres linajes Kadam y los integró, junto con las enseñanzas Sakya, Kagyu y otras, en una nueva síntesis. Sus discípulos fueron conocidos como "Nuevos Kadampas" o, más comúnmente, como Gandenpas o "Gelugpas".
Las otras tres escuelas budistas tibetanas (Nyingma, Sakya, Kagyu) también integraron las enseñanzas lojong en sus linajes. Gampopa (Wylie: sgam po pa), que estudió durante seis años dentro de la tradición Kadam y se convirtió posteriormente en el principal discípulo de Milarepa (Wylie: mi la ras pa), incluyó las enseñanzas lojong y lamrim en su linaje, el Karma Kagyu.

## Enseñanzas

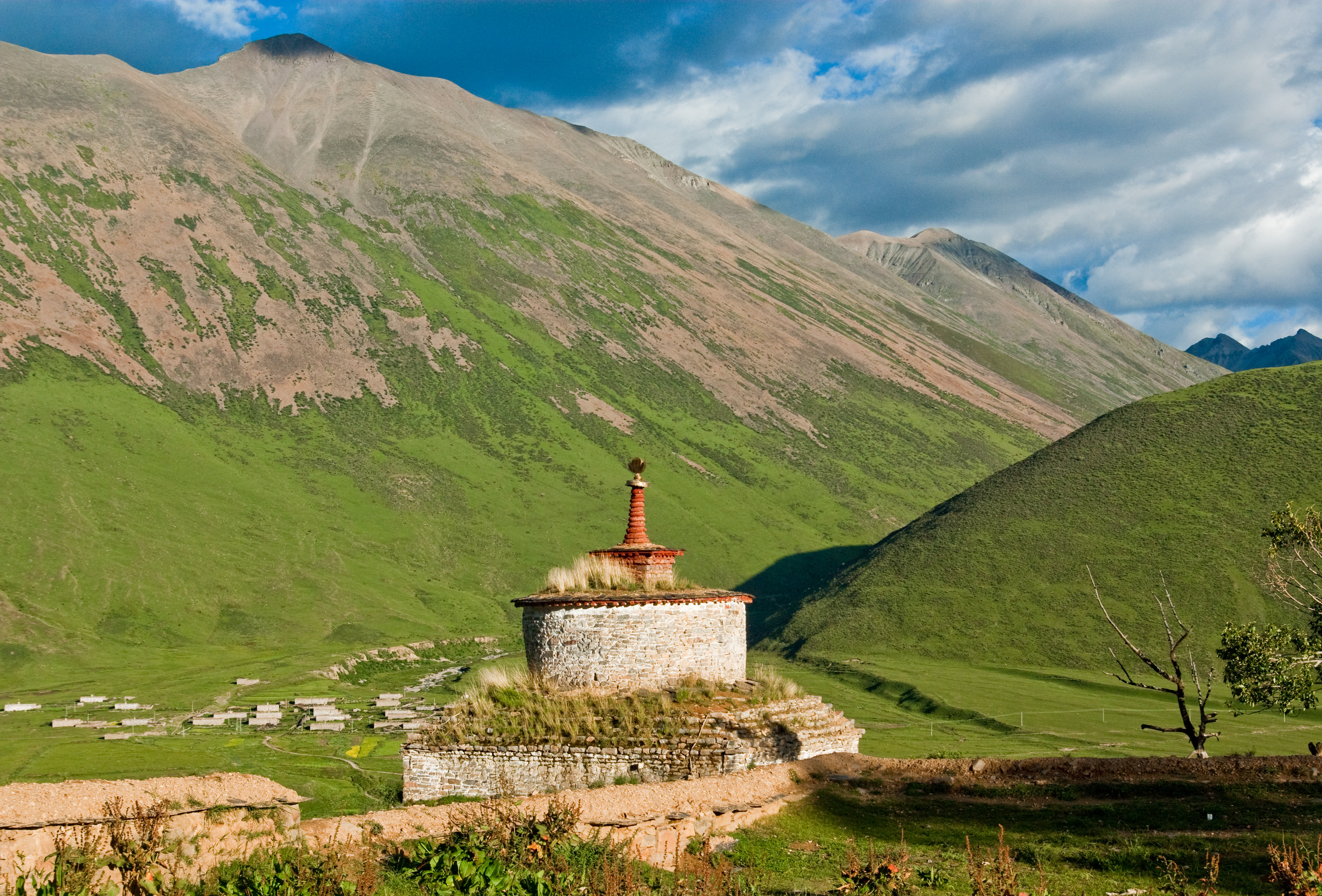
Una antigua estupa en los terrenos del Monasterio Réting

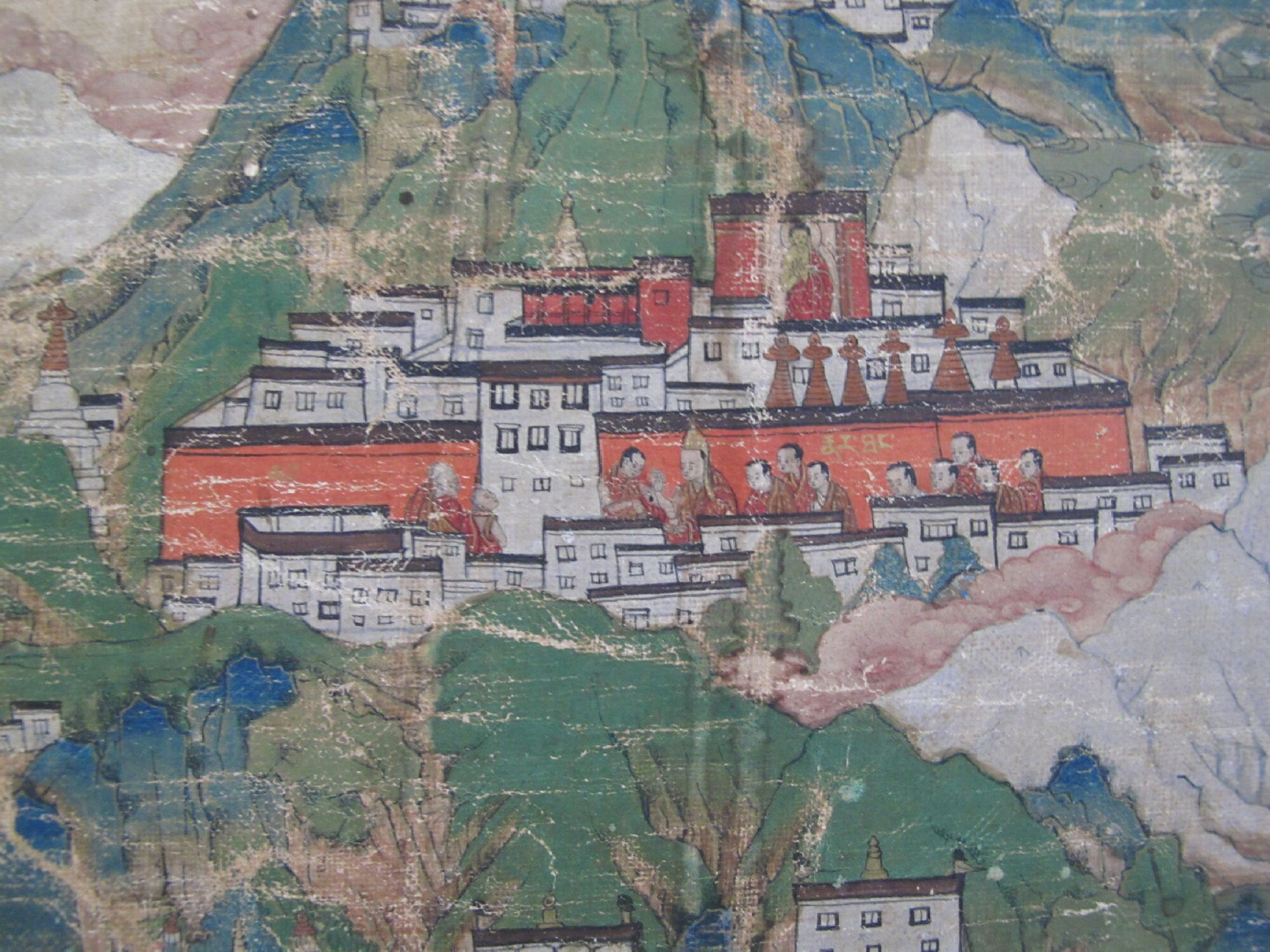
Una ilustración del monasterio de Narthang

### Linaje los Tratados de autoridad
El linaje de los Tratados de autoridad de Putowa Rinchensél (1031-1106) hacía hincapié en el estudio minucioso de seis textos clásicos del budismo indio:
1. Asaṅga's "Bodhisattvabhūmi", una parte del Yogācārabhūmi Śāstra
2. Mahāyāna-sūtrālamkāra-kārikā, una obra Yogacara.
3. El Śikṣāsamuccaya de Shantideva
4. El Bodhisattvacaryāvatāra de Shantideva
5. El Jātakamālā de Aryaśura
6. El Udānavarga

Además, según Thupten Jinpa, "los estudios de estos tratados se complementan con otros clásicos del budismo indio como la Sabiduría Fundamental del Camino Medio de Nagarjuna (siglo II), sus Setenta Estrofas Sobre la Vacuidad, y la Entrada en las Dos Verdades y Instrucción sobre el Camino Medio de Atisha."

### Erudición
Atiśa fue un seguidor de la escuela madhyamaka e introdujo el estudio complementario de las obras de Candrakīrti y Bhāviveka. La filosofía madhyamaka de Atiśa era una síntesis que se basaba en las obras de Bhāviveka y Candrakīrti. Atiśa enseñó el madhyamaka utilizando el Tarkajvālā (El fuego del raciocinio) y el Madhyamakaratnapradīpa de Bhāviveka como introducción y luego enseñó a los estudiantes avanzados el Madhyamakāvatāra (Entrada al camino del medio) de Candrakīrti.
Posteriormente, los kadampas (especialmente en Sangpu) continuaron el estudio escolástico de la filosofía budista india. En Sangpu, los kadampas también estudiaron a filósofos budistas indios de pramāṇavāda (epistemología budista) como Dharmakirti. Sin embargo, a diferencia de Dharmakirti y otros budistas tibetanos que seguían el yogacara-madhyamaka de Śāntarakṣita (725-788), los kadampas (siguiendo a Candrakīrti) defendían en cambio una forma de realismo respecto a la verdad convencional. Así, aceptaban la existencia de objetos externos de forma convencional.
Los filósofos madhyamika kadam de Sangpu, como Ngog Loden Sherab (1059-1109) y Chaba Chokyi Senge (1109-1169) tradujeron y produjeron obras sobre madhyamaka y sobre epistemología (pramāṇa). Estas obras filosóficas influyeron en la filosofía budista tibetana posterior. Su trabajo tuvo un impacto duradero en el escolasticismo budista tibetano y, en el siglo XII, su plan de estudios se había convertido en parte de la corriente principal de estudios budistas en el Tíbet Central. También fue en Sangpu donde Sonam Tsemo (1142-1182), uno de los fundadores de la tradición sakya, estudió con Chapa Chokyi Senge.
Otro importante comentarista del madhyamaka, Patsab Nyima Drakpa (1055-1145?), fue también un monje del monasterio de Sangpu que había estudiado también en Cachemira. El comentario de Patsab sobre el Mulamadhyamakarika de Nagarjuna parece ser el primer comentario tibetano sobre esta obra. Su interpretación se basaba en el método de Candrakīrti (que Patsab etiquetó como thal 'gyur ba, es decir, prāsaṅgika "consecuencialismo") y éste difería del rang rgyud pa o svātantrika de Ngog y Chaba. Uno de los alumnos de Patsab, Mabja Changchub Tsöndrü, se hizo conocido por su influyente comentario sobre el Mulamadhyamakakarika de Nagarjuna. Esta obra influyó en numerosas figuras importantes como Tsongkhapa, Longchenpa, Gorampa y Mikyo Dorje.

### Transmisiones orales e instrucciones esenciales
Otros dos importantes linajes kadampa tempranos fueron el linaje de transmisiones orales kadam (man ngag) confiado a Phu-chungwa Shönu Gyaltsen (1031-1106) y el linaje de instrucciones esenciales kadam (gdams ngag) obtenido por Chengawa Tsültrim Bar (1033-1103). Según Jinpa, "el linaje Kadam de instrucciones esenciales de Chengawa hace hincapié en un enfoque según el cual las instrucciones esenciales de Atisa, en lugar de los tratados clásicos, son la base fundamental de la práctica. Estas instrucciones incluyen la guía sobre las cuatro verdades transmitida a través de Chengawa, la guía sobre las dos verdades transmitida a través de Naljorpa, y la guía sobre el surgimiento dependiente transmitida a través de Phuchungwa".
El linaje de transmisión oral de Phu-chungwa se centró en el estudio de las enseñanzas encontradas en El Libro de Kadam.
Estas instrucciones se transmitían sólo a un estudiante en cada generación en una sola transmisión hasta que se levantó el secreto en la época de Narthang Shönu Lodrö. Más tarde, estas enseñanzas fueron incorporadas al linaje Karma Kamtsang Kagyu por Pal Tsuglak Trengwa y al linaje Gelug por el primer Dalai Lama.

### Lamrim
La escuela Kadam también era conocida por su esquema gradual paso a paso del camino budista mahayana, que se recoge en textos conocidos como "pasos del camino" (lam rim) o "etapas de la doctrina" (bstan rim). Suelen dividir a los practicantes budistas en tres tipos, que culminan con el tantra y la budeidad. El Bodhipathapradīpa de Atiśa es el locus classicus de este género; otras obras incluyen los "Tratados breves de Atiśa" (Jo bo'i chos chung). Muchos kadampas posteriores compusieron diversas obras sobre el camino graduado. Estas obras suelen comenzar con contemplaciones sobre la rareza de un renacimiento humano, la impermanencia y el karma.
Este género fue extremadamente influyente en el Tíbet, y todas las escuelas del budismo tibetano acabaron desarrollando sus propios textos Lamrim basados en el Bodhipathapradīpa de Atiśa, como el Ornamento de la Joya de la Liberación de Gampopa y las tres obras Lamrim de Tsongkhapa.

### Lojong

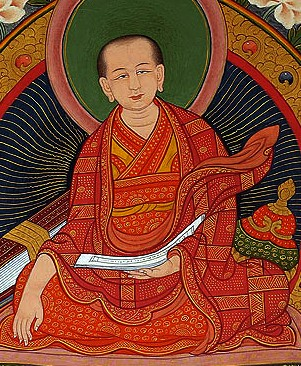
Chekawa Yeshe Dorje, prolífico autor de Entrenamiento de la Mente en Siete Puntos, que se centra en el desarrollo de la compasión y la bodhicitta en la propia vida.

El linaje Kadampa también era conocido por una tradición oral llamada lojong ("entrenamiento de la mente") que se centraba en el desarrollo de bodhicitta a través de diversas contemplaciones y técnicas mentales, como la de tomar contemplativamente el sufrimiento de todos los seres y darles toda la felicidad propia (una meditación conocida como tonglen). Uno de los primeros ejemplos de un texto de lojong es La guirnalda de joyas del Bodhisattva de Atiśa.
Las enseñanzas de lojong también se conocen como Las instrucciones para entrenar la mente en la tradición mahayana (Wylie: theg chen blo sbyong). Según Gendun Druppa, Atiśa había recibido tres líneas de transmisión de lojong, pero hay relatos contradictorios sobre de quién. Hay acuerdo en que recibió enseñanzas en Sumatra de Dharmakīrtiśrī (Wylie: gser gling pa), y a veces como Dharmarakṣita. En el primer caso, Dharmarakṣita es identificado como un erudito de la universidad monástica de Odantapuri. También se le conoce como el autor de la Rueda de las armas afiladas (Tib. blo-sbyong mtshon-cha 'khor-lo), otra de las primeras obras de lojong. El último maestro principal de lojong fue el maestro indio Maitriyogi. Atiśa los transmitió en secreto a su principal discípulo, Dromtön, quien los pasó a figuras como Potowa, que a su vez transmitió el linaje a Sharawa (1070-1141).
Durante la época de los "tres nobles hermanos kadampa" (los principales alumnos de Dromtön), muchas de estas enseñanzas orales fueron recogidas y compiladas en el lamrim de kadam. Sin embargo, en esa época los linajes de Suvarṇadvipi Dharmakīrti aún se mantenían en secreto. Cuando el tiempo fue lo suficientemente maduro, las enseñanzas lojong fueron reveladas públicamente. Los textos kadam de lojong incluyen las Ocho sesiones para entrenar la mente de Kham Lungpa (Wylie: blo sbyong thun brgyad ma), los Ocho versos para entrenar la mente de Langri Tangpa (1054-1123) (Wylie: blo sbyong tshig brgyad ma), Una explicación pública de Sangye Gompa (Wylie: tshogs bshad ma) y Siete puntos para entrenar la mente de Chekawa Yeshe Dorje (1102-1176) (Wylie: blo sbyong don bdun ma).
A partir de Khamlungpa, Langri Tangpa y Chekawa Yeshe Dorje se hicieron públicos y más tarde se integraron en las cuatro escuelas budistas tibetanas. Estos textos Kadampa-Lojong se reunieron en la antología Cien textos sobre el entrenamiento de la mente (Wylie: blo byong brgya rtsa).

### Práctica tántrica
Los Kadampas practicaban el budismo Vajrayana y, por lo tanto, incluían prácticas tántricas en su tradición, que eran consideradas como una práctica avanzada para los de mayor aptitud. La práctica tántrica del yoga superior de los Kadampa se basaba en Guhyasamaja y Chakrasamvara. Mientras tanto, las fuentes tibetanas mencionan que las principales deidades de meditación de Atiśa eran Śākyamuni, Avalokiteśvara, Acala y Tārā. La escuela Kadam también parece haber creado su propio sistema tántrico llamado las "dieciséis esferas" (thig le bcu drug), basado en Avalokiteśvara de mil brazos como deidad central. Este sistema se sigue practicando en el Monasterio Réting.

### Budismo popular

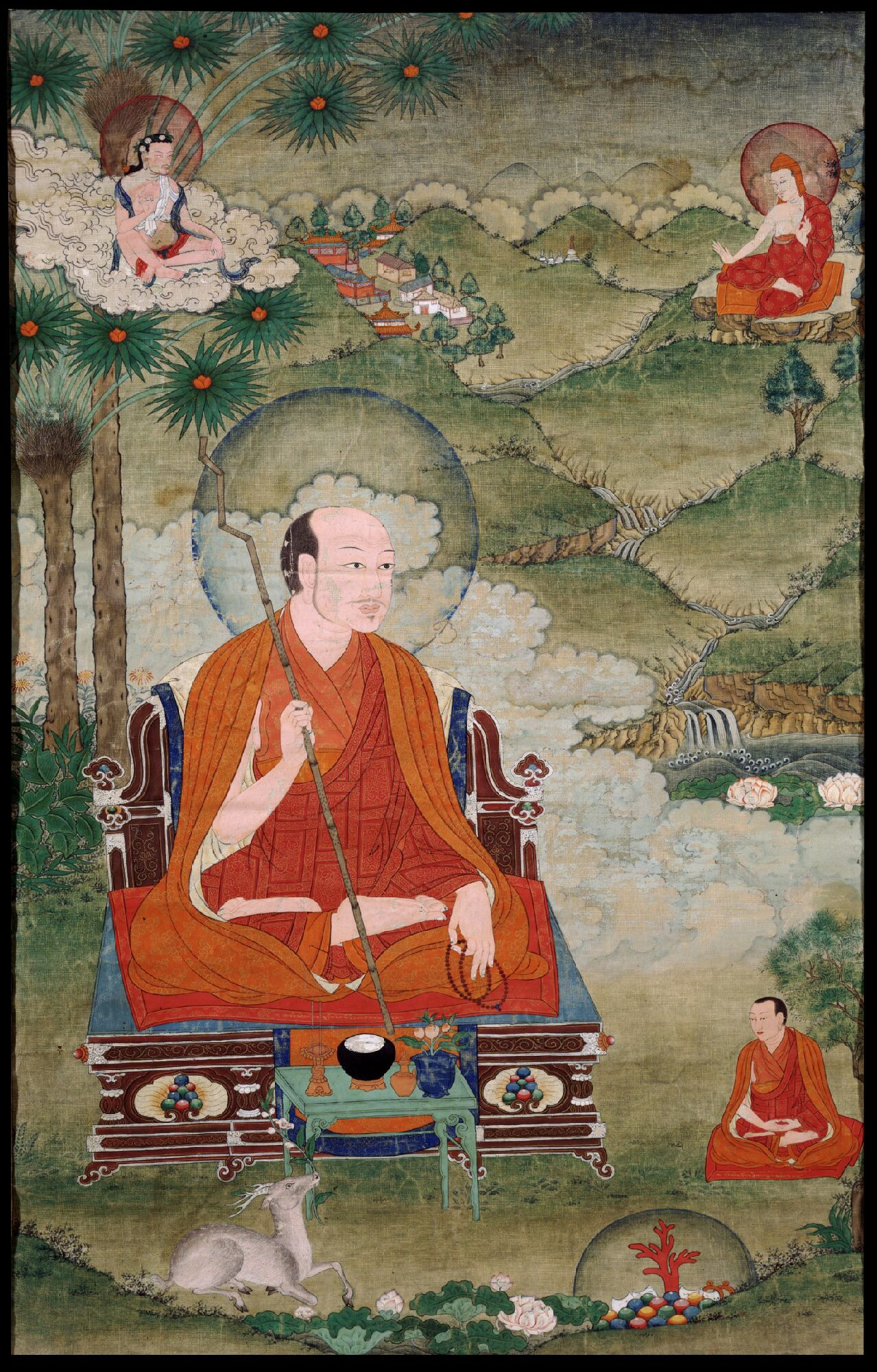
Potowa Rinchen Sel

Según Ronald M. Davidson, los maestros kadampa fueron pioneros en estrategias populares para integrar a los laicos tibetanos en las actividades budistas. Entre ellas se encuentran los métodos de enseñanza popular, el desarrollo de los cultos a las divinidades budistas (como Avalokitesvara y Tara), la difusión de representaciones artísticas en lugares accesibles para todos, y la generación de versos y canciones fáciles de memorizar.
Davidson añade que los kadampas promovían un ideal más igualitario para contrarrestar "el sesgo elitista de la mayoría de las formas de budismo difundidas por el Tíbet en aquella época". Según Davidson, los kadampas seguían una enseñanza atribuida a Atisa que decía que los monjes "a partir de hoy, no presten atención a los nombres, no presten atención a los clanes, sino que con compasión y bondad amorosa mediten siempre en el pensamiento del despertar (bodhicitta)". Este ideal significaba que los monjes kadam debían enseñar las ideas budistas a la población. Para lograrlo, monjes como Chennga y Potoba idearon un estilo de enseñanza que incluía imágenes y anécdotas populares en sus presentaciones.
Potoba (Putowa), en particular, era conocido por estar atento a las expresiones populares y utilizaba en su enseñanza historias y ejemplos ilustrativos que atraían a un público masivo. Varios centenares de historias y anécdotas fueron recogidas en la obra de Potoba Enseñanza por Ejemplos Una profusión de gemas (dPe chos rin chen spungs pa). Muchos de estos ejemplos siguen siendo utilizados hoy en día por los maestros tibetanos.
Los programas populares de ayuno (smyung gnas) basados en Avalokitesvara también fueron introducidos por Kadampas.